# Springfield (Belize)
Springfield ist eine Mennoniten-Siedlung im Cayo District, Belize, etwa 15 km südlich der Hauptstadt Belmopan. 2010 hatte der Ort ca. 270 Einwohner.

## Geographie
Der Ort liegt in den Hügeln südlich der Hauptstadt Belmopan, etwas abseits, westlich des Hummingbird Highways. Eine Straße schafft die Verbindung nach Armenia im Osten. Der Ort schmiegt sich an den Südhang einer Hügelkuppe in ca. 200 m Höhe. Westlich des Ortes verläuft der Roaring River, in dessen Tal auch der Einstieg zur Höhle Actun Tunichil Muknal liegt. Im Osten verläuft der Caves Branch River.

## Geschichte
Springfield wurde um 1996 als Tochtersiedlung der Upper Barton Creek-Siedlung gegründet. Die Gründer gehören, ebenso wie die Muttersiedlung, den Mennoniten alter Ordnung (engl.: Old Order Mennonites) an, die überwiegend in den Vereinigten Staaten leben. Diese Mennoniten gehören zur Noah-Hoover-Gruppe, welche die konservativste Gruppe aller Mennoniten alter Ordnung (Old Order Mennonites) ist und sprechen ganz überwiegend Pennsylvania-Deutsch. Sie sind äußerlich den Old Order Amish zum Verwechseln ähnlich, unterscheiden sich jedoch in einigen Punkten, was Geschichte, Gottesdienst und Gemeinde-Organistation angeht, deutlich von ihnen. Im Jahre 2011 veröffentlichte der Photojournalist Norris Hall eine Fotodokumentation über die Menschen in Springfield und beschrieb sie irrtümlich als „Amish“.

## Sehenswürdigkeiten
In Springfield gibt es eine Obstbaum-Baumschule und eine pferdegetriebene Sägemühle.
Im Jahre 2006 wurde in der Nähe des Dorfs die Midnight-Terror-Höhle entdeckt, die ein Opferplatz der Maya war.

## Demographie
Die ca. 270 Einwohner gehören zu 40 Familien der Plautdietsch und Pennsylvania German sprechenden Mennoniten. Sie haben große Familien mit durchschnittlich 6.8 Personen pro Haushalt.

## Klima
Nach dem Köppen-Geiger-System zeichnet sich durch ein tropisches Klima mit der Kurzbezeichnung Am aus.